# Zdzisław Kajak

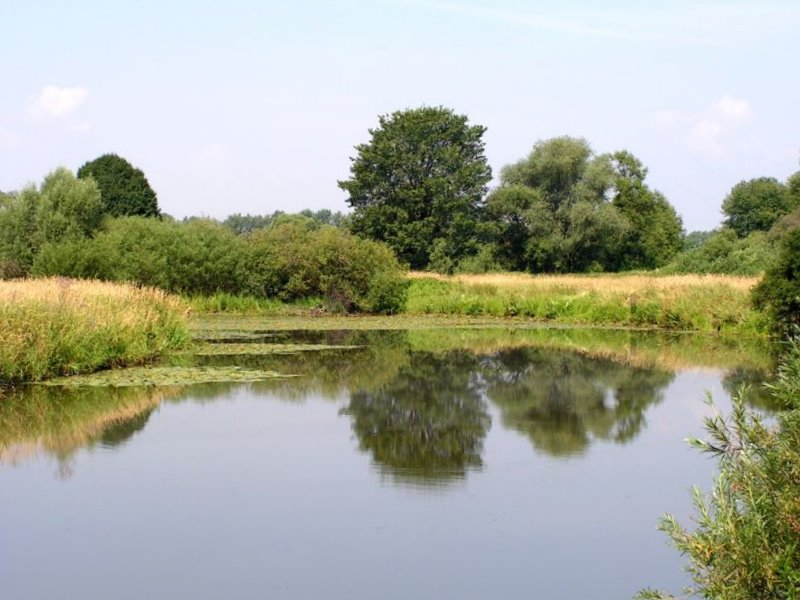
Starorzecze Wisły w okolicach Brzeszcz

Zdzisław Kajak (ur. 14 grudnia 1929, zm. 16 lipca 2002) – polski hydrobiolog, naukowiec, nauczyciel akademicki i organizator, profesor związany z Uniwersytetem Warszawskim (Wydział Biologii), Instytutem Ekologii PAN, Uniwersytetem w Białymstoku. 

## Życiorys
Zdzisław Kajak (ur. 1929) rozpoczął naukę przed II wojną światową; w czasie okupacji uczęszczał do szkoły zawodowej w zakładach mechanicznych. Po zakończeniu wojny ukończył szkołę średnią. W latach 1949–1954 studiował na Wydziale Biologii Uniwersytetu Warszawskiego. Już na drugim roku studiów rozpoczął działalność naukową, początkowo pod kierunkiem prof. Lesława Wiśniewskiego, a później w zespole młodych hydrobiologów, kierowanym przez Kazimierza Tarwida, badającym przede wszystkim różnorodność biologiczną siedlisk starorzeczy i łach wiślanych. Jako student, wykonujący badania naukowe w powołanym w roku 1952 Zakładzie Ekologii PAN (przekształconym później się w Instytut Ekologii PAN), opublikował pierwszą pracę naukową na temat dennej fauny (bentos) jeziora Tajty (1953). Magisterska praca dyplomowa dotyczyła dominujących w bentosie starorzecza Wisły gatunków muchówek i skąposzczetów. 
Po zakończeniu studiów kontynuował naukowe badania bentosu w Zakładzie Ekologii PAN (później – Instytut Ekologii PAN). Uzyskał doktorat w roku 1962, a w roku 1968 został habilitowany na podstawie pracy na temat czynników warunkujących zagęszczenie i biomasę bentosu. Tytuł profesora otrzymał w roku 1988. Z instytutem był związany do ostatnich miesięcy życia. Pełnił funkcję kierownika pracowni; przez wiele lat był też kierownikiem Zakładu Hydrobiologii. W Instytucie Ekologii kierował Studium Doktoranckim – był promotorem w 8 przewodach doktorskich i opiekunem w ponad 25 pracach magisterskich. Pracował również w Centrum Badań Ekologicznych PAN, na Wydziale Biologiczno-Chemicznym Uniwersytecie w Białymstoku (w którym założył Pracownię Hydrobiologii), na Uniwersytecie Śląskim (2 lata) oraz w University of British Columbia (1 rok).
Prof. Zdzisław Kajak był jednym z członków założycieli Polskiego Towarzystwa Hydrobiologicznego; przez 18 lat pełnił funkcję wiceprezesa i prezesa PTH, a w roku 1996 otrzymał tytuł Członka Honorowego. Należał do Towarzystwa Naukowego Warszawskiego (członek korespondent; Wydział IV Nauk Biologicznych), Societas Internationalis Limnologiae (1955–1992), Komitetu Ekologii i Komitetu „Człowiek i Środowisko” przy prezydium PAN i innych komitetów, rad naukowych i redakcyjnych.

## Tematyka badań naukowych
Wraz z zespołem zajmował się teorią funkcjonowania ekosystemów wodnych oraz stosował wiedzę ekologiczną w praktyce, np. w dziedzinie gospodarki rybackiej oraz w dziedzinie ochrony środowiska (m.in. zapobieganie eutrofizacji zbiorników wodnych, rekultywacja jezior). 
Koordynował badania produktywności biologicznej i zależności troficznych w ekosystemach hydrobiologicznych (łańcuchy i sieci troficzne) wykonywane w różnych jednostkach Instytutu, a następnie również w różnych placówkach krajowych (m.in. w Instytucie Rybactwa Śródlądowego) i zagranicznych (np. Centralny Program Badań Podstawowych, CPBP; Międzynarodowy Program Biologiczny, MPB – współpraca z Kazimierzem Petrusewiczem). 
Zespół Zdzisława Kajaka przeprowadzał liczne eksperymenty terenowe, często wykonywane z użyciem autorskich technik badawczych kierownika. Prowadził m.in. pionierskie doświadczenia na dużych ekosystemach wodnych (całe jeziora lub ich wydzielone fragmenty), przygotowując podstawy technik biomanipulacyjnych (lata 70.). W jeziorze Warniak (w pobliżu jeziora Dgał Wielki) zbadano m.in. efekty manipulacji obsadą roślinożernych ryb filtrujących – tołpygi (zob. tołpyga biała, tołpyga pstra). Badano również przebieg rekultywacji jezior przez ich równoczesne przewietrzanie, wapnowanie i biomanipulację – wprowadzanie ryb usuwających seston. Wyniki wspólnych prac Instytutu Ekologii, Uniwersytetu Warszawskiego i Instytutu Rybactwa Śródlądowego, koordynowanych przez Zdzisława Kajaka, ponownie „odkryto” w latach 90.). 
W latach 90. badano m.in. czynniki kształtujące dynamikę liczebności populacji larw pospolitej muchówki z rodziny ochotkowatych, gatunku dominującego w bentosie Zbiornika Zegrzyńskiego (np. warunki tlenowe i pokarmowe, oddziaływania międzyosobnicze, presja drapieżników). Prof. Z. Kajak był też jednym z inicjatorów długoterminowych badań jakości wód – prowadził badania jezior mazurskich i Zbiornika Zegrzyńskiego (stanowisko włączone do Międzynarodowej Sieci Badań Długoterminowych, ILTER).

## Publikacje
Zdzisław Kajak opracował od roku 1953 ponad 180 publikacji naukowych (ponadto około 70 ekspertyz, opinii, recenzji i tekstów popularnonaukowych). Książka „Hydrobiologia – limnologia. Ekosystemy wód śródlądowych”, należąca do podstawowego zestawu podręczników akademickich w dziedzinie hydrobiologii, była wydana czterokrotnie (2 wydania skryptu uczelnianego i 2 wydania w PWN). Spośród innych publikacji wymienia się np.:
- 1958 – Zdzisław Kajak, Próba interpretacji dynamiki liczebności fauny bentonicznej w wybranym środowisku łachy wiślanej „Konfederatka”, PWN Warszawa[8],
- 1958 – Zdzisław Kajak, Preliminary Interpretation of the Dynamics of Benthic Fauna Abundance in a Chosen Environment of the Konfederatka Pool (old River Bed) Adjoining the Vistula River, Department of the Interior[9],
- 1959 – Zdzisław Kajak, Tendipedidae bentosowe środowisk śród i przyrzecznych środkowego biegu Wisły, PWN Warszawa[8],
- 1961 – Zdzisław Kajak, Bentos profundalny jezior Tajty i Grajewko, PWN[9],
- 1963 – Zdzisław Kajak, Analysis of quantitative benthic methods, Wyd. PAN, Institute of Ecology, Warszawa[8],
- 1968 – Zdzisław Kajak, Krzysztof Dusoge[10], Andrzej Prejs, Application of the flotation technique to assessment of absolute numbers of benthos, Varsovie : Interpress[8],
- 1968 – Zdzisław Kajak, Analiza eksperymentalna czynników decydujących o obfitości bentosu (ze szczególnym uwzględnieniem chironomidae), Polska Akademia Nauk, Instytut Ekologii[9],
- 1970 – Zdzisław Kajak, Kazimierz A. Dobrowolski, Osiągnięcia ekologii w 25-leciu Polski Ludowej: stan, potrzeby i perspektywy rozwojowe, PWN[9],
- 1971 – Zdzisław Kajak, Krzysztof Dusoge, The Regularities of vertical distribution of benthos in bottom, 1971[9],
- 1972 – Zdzisław Kajak, Anna Hillbricht-Ilkowska[11] (Instytut ekologii PAN; Unesco, International biological programme), Productivity problems of freshwaters proceedings of the IBP-UNESCO symposium held in Kazimierz Dolny, Poland, May, 6–12, 1970, Warszawa-Kraków, Polish scientific publishers[8],
- 1979 – Zdzisław Kajak, Eutrofizacja jezior, PWN Warszawa[8][9],
- 1979 – Bohdan Dobrzański, Zdzisław Kajak, Józef Prończuk[12] (PAN, Wydział Nauk Rolniczych i Leśnych), Środowisko rolnicze i leśne w Polsce w perspektywie roku 2000, PWN Warszawa[8],
- 1983 – Zdzisław Kajak (Instytut Ekologii PAN), Ekologiczne podstawy zagospodarowania Wisły i jej dorzecza, PWN Warszawa[8],
- 1988 – Kazimierz Tarwid, Zdzisław Kajak, praca zbiorowa, Ekologia wód śródlądowych: wybrane zagadnienia, PWN[9],
- 1990 – Zdzisław Kajak, Funkcjonowanie ekosystemów wodnych, ich ochrona i rekultywacja, (Centralny Program Badań Podstawowych CPBP 04.10.08), Wyd. SGGW-AR[8][9],
- 1990 – Zdzisław Kajak, Limnology of Two Lowland Impoundments, Central Poland, Polish Scientific Publishers[9],
- 1994 – Zdzisław Kajak, Hydrobiologia: ekosystemy wód śródlądowych, Dział Wydawnictw Filii UW[9],
- 2003 – Anna Hillbricht-Ilkowska, Zdzisław Kajak, Między osobnikiem a krajobrazem, czyli 50 lat badań hydrobiologicznych w Instytucie Ekologii PAN (1952–2002), Wyd. Instytutu Rybactwa Śródlądowego[9].

## Odznaczenia
- Złoty Krzyż Zasługi;
- Nagroda Polskiego Towarzystwa Hydrobiologicznego;
- Nagrody Polskiej Akademii Nauk (wielokrotnie).